# 史特金定律

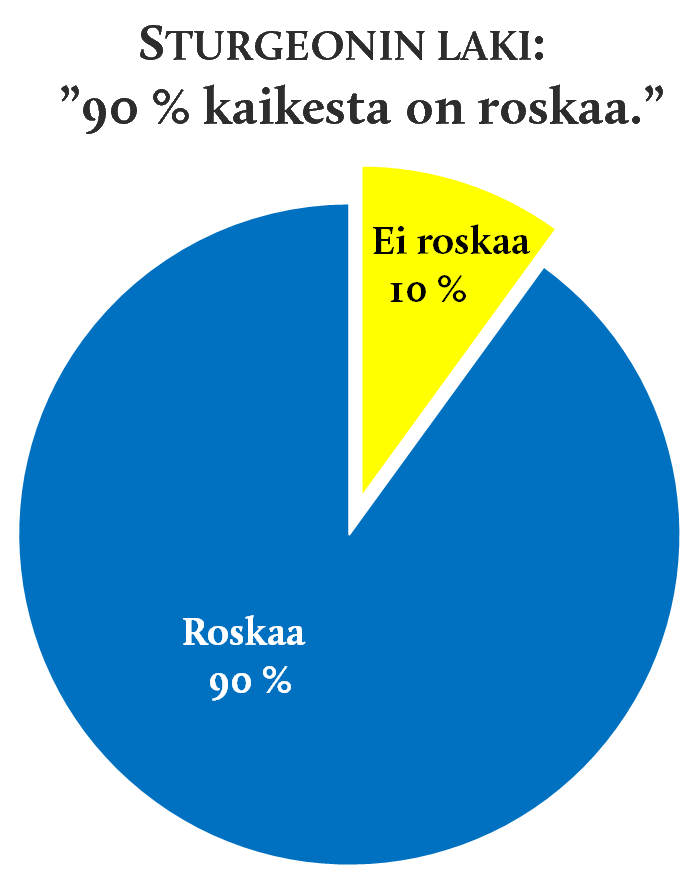
解釋史特金定律的圓餅圖

史特金定律 （英語：Sturgeon's Law），是由科幻作家西奥多·史特金提出的。该定律认为：任何事物（特别是用户创造的内容），90%都是垃圾 (crap)。
引申到目前的社区网站的内容上的意思是：社区所有的作品中，90%以上的作品都是“垃圾”。因此要有能力去芜取菁。一般而言，社区中只有1%人在贡献，9%的人参与评价，而90%是大多数的沉默者。